# 甲斐謙二
甲斐 謙二（かい けんじ、1952年 - ）は、大分県出身の漫画家。
手塚プロダクションのチーフアシスタントを経て独立。

## 作品リスト
- 鉄腕アトム（原作：手塚治虫、小学三年生 1980年9月号 - 1981年6月号）
- 宇宙ランド2100（原作：堀晃、小学四年生 1982年1月号 - 3月号）
- コミック産業情報シリーズ 第1巻 『情報・通信産業 夢をかたちに 信頼と創造の富士通』（国際出版研究所、1993年12月1日）
- 宇宙の謎を知りたい（監修：戎崎俊一、著者：縣秀彦　集英社、2000年）
- 宇宙人はいる！？
- マンガ太平記[1]
- マンガ西鶴名作集[1]
- マンガ今昔物語集[1]
- マンガ簿記入門 : これで3級はラクラク合格
- コミック民法 : 家族法(親族・婚姻・相続編)
- 福沢諭吉 : 人間の自由と平等を說いた思想家
- マンガ経理入門 : わかれば楽しい経理のしくみ

## 師匠
- 手塚治虫